# 블록 행렬

2^{i} × 2^{j} (i, j = 1, 2, 3)의 행렬 블록들로 분할된 14 × 14 행렬

수학에서 블록 행렬(block行列, 영어: block matrix) 또는 분할 행렬(分割行列, 영어: partitioned matrix)은 더 작은 행렬 블록들로 분할되었다고 간주된 행렬이다. 즉, 행렬의 행과 열을 수평선 및 수직선들을 통해 분할하는 것이다. 블록 행렬은 행렬의 구조를 더 알기 쉽게 만들며, 행렬의 연산을 호환되는 블록 행렬 연산으로 대신할 수 있다.

## 정의
체 {\displaystyle K} 위의 {\displaystyle m\times n} 행렬 {\displaystyle M\in \operatorname {Mat} (m,n;K)}가 주어졌다고 하자. 또한,
{\displaystyle m=m_{1}+m_{2}+\cdots +m_{p}}
{\displaystyle n=n_{1}+n_{2}+\cdots +n_{q}\qquad (m_{i},n_{i}\in \mathbb {Z} ^{+})}
라고 하자. 그렇다면 {\displaystyle M}은 다음과 같은 블록 행렬로 나타낼 수 있다.
{\displaystyle M={\begin{pmatrix}M_{11}&M_{12}&\cdots &M_{1q}\\M_{21}&M_{22}&\cdots &M_{2q}\\\vdots &\vdots &&\vdots \\M_{p1}&M_{p2}&\cdots &M_{pq}\end{pmatrix}}}
여기서 {\displaystyle M_{ij}}는 다음과 같은 {\displaystyle m_{i}\times n_{j}} 행렬이다.
{\displaystyle M_{ij}(k,l)=M(m_{1}+\cdots +m_{i-1}+k,n_{1}+\cdots +n_{j-1}+l)}

## 종류
특별한 성질들을 만족시키는 블록 행렬을 정의할 수 있다.
- 블록 대각 행렬(block對角行列, 영어: block diagonal matrix): 대각선 이외의 모든 행렬 블록이 영행렬인 블록 행렬. 행과 열의 분할이 자명할 경우 이는 대각 행렬이 된다.
- 블록 상(하)삼각 행렬(block上(下)三角行列, 영어: block upper (lower) triangular matrix): 대각선 아래(위)의 모든 행렬 블록이 영행렬인 블록 행렬. 행과 열의 분할이 자명할 경우 이는 상(하)삼각 행렬이 된다.

## 성질

### 행렬 곱셈

블록 행렬의 곱셈의 예시

행렬 곱셈은 블록 행렬을 통해 나타낼 수 있다. 다만, 행렬 곱셈에서 왼쪽 행렬의 열수와 오른쪽 행렬의 행수가 같아야 하는 것과 같이, 블록 행렬 곱셈에서는 왼쪽 행렬의 열의 분할 방법과 오른쪽 행렬의 행의 분할 방법이 같아야 한다. 즉, {\displaystyle M\in \operatorname {Mat} (m,n;K)}가 체 {\displaystyle K} 위의 {\displaystyle m\times n} 행렬이며, 임의의 {\displaystyle i\in \{1,\dots ,q\}} 및 {\displaystyle j\in \{1,\dots ,r\}}에 대하여, 블록 {\displaystyle M_{ij}}가 {\displaystyle m_{i}\times n_{j}} 행렬이라고 하자. 마찬가지로, {\displaystyle N\in \operatorname {Mat} (n,p;K)}가 {\displaystyle K} 위의 {\displaystyle n\times p} 행렬이며, 임의의 {\displaystyle i\in \{1,\dots ,q\}} 및 {\displaystyle j\in \{1,\dots ,s\}}에 대하여, 블록 {\displaystyle N_{ij}}가 {\displaystyle n_{i}\times p_{j}} 행렬이라고 하자. 그렇다면, 곱 {\displaystyle MN}의 각 블록 {\displaystyle (MN)_{ij}}는 다음과 같은 {\displaystyle m_{i}\times p_{j}} 행렬이다.
{\displaystyle (MN)_{ij}=\sum _{k=1}^{r}M_{ik}N_{kj}\qquad (i\in \{1,\dots ,q\},j\in \{1,\dots ,s\})}
이를 행렬 기호로 쓰면 다음과 같다.
{\displaystyle {\begin{pmatrix}M_{11}&M_{12}&\cdots &M_{1r}\\M_{21}&M_{22}&\cdots &M_{2r}\\\vdots &\vdots &&\vdots \\M_{q1}&M_{q2}&\cdots &M_{qr}\end{pmatrix}}{\begin{pmatrix}N_{11}&N_{12}&\cdots &N_{1s}\\N_{21}&N_{22}&\cdots &N_{2s}\\\vdots &\vdots &&\vdots \\N_{r1}&N_{r2}&\cdots &N_{rs}\end{pmatrix}}={\begin{pmatrix}\sum _{k=1}^{r}M_{1k}N_{k1}&\sum _{k=1}^{r}M_{1k}N_{k2}&\cdots &\sum _{k=1}^{r}M_{1k}{ks}\\\sum _{k=1}^{r}M_{2k}N_{k1}&\sum _{k=1}^{r}M_{2k}N_{k2}&\cdots &\sum _{k=1}^{r}M_{2k}{ks}\\\vdots &\vdots &&\vdots \\\sum _{k=1}^{r}M_{qk}N_{k1}&\sum _{k=1}^{r}M_{qk}N_{k2}&\cdots &\sum _{k=1}^{r}M_{qk}{ks}\end{pmatrix}}}

### 항등식
다음과 같은 항등식들이 성립한다. (단, 우변의 각 역행렬이 존재하여야 한다.)
{\displaystyle \det {\begin{pmatrix}A_{m\times m}&B_{m\times n}\\C_{n\times m}&D_{n\times n}\end{pmatrix}}=\det(D)\det(A-BD^{-1}C)=\det(A)\det(D-CA^{-1}B)}
{\displaystyle {\begin{pmatrix}A_{m\times m}&B_{m\times n}\\C_{n\times m}&D_{n\times n}\end{pmatrix}}^{-1}={\begin{pmatrix}A^{-1}+A^{-1}B(D-CA^{-1}B)^{-1}CA^{-1}&-A^{-1}B(D-CA^{-1}B)^{-1}\\-(D-CA^{-1}B)^{-1}CA^{-1}&(D-CA^{-1}B)^{-1}\end{pmatrix}}}

## 예
행렬
{\displaystyle P={\begin{pmatrix}2&1&0&0&0\\0&2&0&0&0\\0&0&1&1&0\\0&0&0&1&1\\0&0&0&0&1\end{pmatrix}}}
는 블록 행렬로 다음과 같이 나타낼 수 있다.
{\displaystyle P={\begin{pmatrix}J_{2\times 2}(2)\\&J_{3\times 3}(1)\end{pmatrix}}}
여기서
{\displaystyle J_{n\times n}(\lambda )={\begin{pmatrix}\lambda _{1}&1\\&\lambda _{2}&1\\&&\ddots &\ddots \\&&&\lambda _{n-1}&1\\&&&&\lambda _{n}\end{pmatrix}}\qquad (\lambda _{1}=\cdots =\lambda _{n}=\lambda )}
따라서, {\displaystyle P}는 블록 대각 행렬이다.

## 같이 보기
- 크로네커 곱
- 조르당 표준형
- 슈트라센 알고리즘